# Höslwang
Höslwang è un comune tedesco di 1 246 abitanti, situato nel land della Baviera.